# Legatus Augusti pro praetore
Een legatus Augusti pro praetore is in het Principaat (het vroege Romeinse Keizerrijk) een legatus van consulaire óf pretoriaanse rang die, door de princeps (die zelf een imperium proconsulare - het imperium als van een consul - bezit en deze macht dus kan delegeren), is aangesteld met een imperium pro praetore (het imperium als van een pretor) om stadhouder te zijn of een leger aan te voeren in een keizerlijke provincia. Hij staat boven een legatus legionis en onder de personen met een imperium proconsulare (dit zijn de princeps - de "keizer" - of bepaalde leden van diens familie). Hij had dan ook een of drie legati bij zich als zijn assistenten. Zijn imperium is afgeleid van (net zoals al in de Romeinse Republiek het imperium van de pretor gezien werd als afgeleid van dat van de consul) maar ook ondergeschikt aan dat van de princeps. Er is dus geen sprake van een echte delegatie: de princeps blijft ten volle bevoegd. De legaatstitel verwijst naar de meest "verheven" titel van de princeps: Augustus.
De legati Augusti pro praetore zijn de afgevaardigden van de princeps die via dezen de keizerlijke provincies in absentia (tijdens zijn afwezigheid) laat beheren. Zij voeren de exercitus (de in de desbetreffende provincie aanwezige keizerlijke veldlegers) aan in naam van de keizer en oefenen bepaalde uitvoerende en rechtsprekende functies uit. Diegene verantwoordelijk voor de census in de keizerlijke provinciae werd een legatus Augustus pro praetore ad census accipiendos genoemd.

## Bibliografische referenties
1. ↑  Strabo, III p. 352; cf. Dig. 1 tit. 18 § 7; Tac., Ann. XII 59, Agricol. C 7.
2. ↑  E.B. Karge, Aspects of Tacitus’ presentation of Tiberius as princeps and proconsul, Michigan - Londen, 1973 (=1979), p. 105.